# 인천광역시 월미공원사업소
인천광역시 월미공원사업소(仁川廣域市 月尾公園事業所)는 인천광역시 중구, 동구, 남구, 연수구에 소재한 공원‧녹지의 효율적인 운영‧관리와 쾌적한 시설 조성을 위하여 인천광역시청 산하에 설치된 사업소이다.
사업소장은 지방기술서기관으로 보한다.

## 연혁
- 2001년 9월 29일: 인천광역시 서부공원사업소 설치
- 2016년 7월 1일: 인천광역시 월미공원사업소로 변경

## 조직
소장
- 공원운영팀
- 월미공원팀
- 서부공원팀